# 双叶梅花草
双叶梅花草（学名：Parnassia bifolia）为卫矛科梅花草属下的一个种。

## 扩展阅读
- 維基物種上的相關：双叶梅花草